# Fabrice Do Marcolino
Fabrice Do Marcolino (* 14. März 1983 in Libreville) ist ein ehemaliger gabunischer Fußballspieler, der auch die französische Staatsangehörigkeit besitzt.

## Karriere
Bis 1999 spielte Do Marcolino bei seinem Heimatverein FC 105 Libreville in der Hauptstadt Gabuns. Von 1999 bis 2001 spielte er bei Stade Rennes in Frankreich. Im Sommer 2002 folgte der Wechsel zu FC Angoulême, wo er zwei Jahre spielte und in 27 Einsätzen fünf Tore erzielte. 2004 ging er zu SC Amiens und spielte dort 23-mal, wobei er vier Tore schoss. Anschließend unterschrieb er einen Vertrag bei OC Vannes, im Sommer 2006 ging er nach Angers zum SCO Angers, wo er bis Juli 2009 100 Spiele bestritt und 34 Tore schoss. Sein Bruder Arsène Do Marcolino spielt in der Reservemannschaft von Angers. 2009 wechselte er zu Stade Laval.
Für die Gabunische Fußballnationalmannschaft spielte Do Marcolino in den Qualifikationsturnieren zu Fußball-Weltmeisterschaft 2006 und 2010. Aktuell ist er bester Torschütze seines Landes in der Qualifikation zum Turnier 2010 mit zwei Treffern, beide erzielte er beim Spiel gegen Lesotho am 28. Juni 2008.